# Иерташ
Иерта́ш, Эрта́ш, Эрташса́й (узб. Yertoshsoy, Ертошсой) — горная река (сай) в Ахангаранском районе Ташкентской области Узбекистана, правый приток реки Ахангаран.
На Иерташе построена малая ГЭС Эрташсай.

## Общее описание
Иерташ является одним из двух крупнейших и наибольших по полноводности притоков Ахангарана (вместе с Арашаном). Длина реки равна 17 км, площадь бассейна — 151 км². Сай питается, в основном, снеговыми, дождевыми и родниковыми водами. Среднемноголетний расход воды составляет 3 м³/с, при этом большая часть стока (65—70 %) приходится на период с марта по июнь. Иногда в русле наблюдаются селевые явления, когда расход воды возрастает вплоть до 65 м³/с (18 мая 1953 года).
В бассейне Иерташа широко развиты гранитоиды кызылсайского типа — крупнозернистые, как правило, порфировидные горные породы серой и розоватой окраски.

## Течение реки
Иерташ стекает с Чаткальского хребта, образуясь к югу от перевала Адамташ. Почти на всём протяжении река течёт в юго-восточном направлении, имея лишь незначительные изгибы, однако к низовьям более выражен южный уклон.
Пройдя через урочище Ташлакты, выходит к посёлку Ирташ (Эрташ), участки которого располагаются по берегам сая практически до устья. Здесь имеется брод. От впадения Кызылчи вдоль Иерташа пролегает автодорога. В низовьях вдоль участков русла тянутся скалы.
Перед окончанием река пересекается с международной автотрассой Ташкент — Андижан — Ош — Кашгар (A-373), для которой возведён железобетонный мост. Непосредственно за пересечением, на территории населённого пункта Ахматабад, Иерташ впадает справа в Ахангаран, на высоте около 1200 м.

## ГЭС Эрташсай
В октябре 2010 года было объявлено решение о строительстве малой ГЭС на Иерташе. По планам, проект стоимостью 8,8 млн долларов предполагалось финансировать за счёт доходов Министерства сельского и водного хозяйства Узбекистана от производства электроэнергии. На реализацию строительства отводилось 540 дней.
В июне 2012 года сообщалось о завершении стройки ГЭС Эрташсай. Возведённая станция мощностью 2,2 МВт способна вырабатывать до 13,5 млн кВт/ч электроэнергии за год. При строительстве был использован новый для Узбекистана метод создания высоконапорного подводящего тракта (длиной 3,2 км).

## Притоки Иерташа
Иерташ вбирает около 60 притоков. Наиболее крупным притоком является Кызылча, значительными притоками также являются Терекли, Зигрек, Талысай (все — слева).